# Житомирський завод верстатів-автоматів
Житомирський завод верстатів-автоматів — промислове підприємство Житомира.

## Історія

### 1975—1991
Будівництво заводу почалося у 1972 році і було завершене у 1975 році, у цьому ж році на заводі було введено в дію частину потужностей і у вересні 1975 року - виготовлено перший дослідний зразок токарного верстата-автомата.
Для розміщення робітників заводу був побудований жилий мікрорайон "Польова" на східній околиці Житомира.
У 1976 році завод випустив першу промислову партію верстатів, а потім освоїв їх серійне виробництво (в цілому, за 1976 рік завод випустив 130 верстатів).
У 1978 році завод випустив 630 верстатів.
До початку 1980-х років завод було оснащено сучасним обладнанням (зокрема, обробними центрами та верстатами з ЧПК) і спеціалізувався на виробництві універсальних верстатів (зокрема, у спеціальному виконанні) та верстатів високої точності. Станом на початок 1980 року, виробничі потужності заводу забезпечували можливість випуску 3550 верстатів та 22 автоматизованих верстатних ліній на рік.
На початку 1980-х років на заводі було освоєно виробництво ліхтарів вуличного освітлення (частину з яких встановили на вулицях у центрі Житомиру)

### Після 1991
Після проголошення незалежності України державний завод було перетворено у відкрите акціонерне товариство.
15 травня 1995 року Кабінет Міністрів України ухвалив рішення про приватизацію заводу, яка була здійснена відповідно до індивідуального плану приватизації підприємства.
У серпні 1997 року завод було включено до переліку підприємств, що мають стратегічне значення для економіки та безпеки України.
У 1998 році завод був офіційно визнаний банкрутом, щоб розрахуватися з боргами підприємства, за рішенням Житомирської обласної податкової інспекції весь автопарк підприємства було конфісковано та виставлено на продаж.
В цілому, у 1990-х роках становище підприємства ускладнилося.
У 2013 році підприємство вже практично не функціонувало, кількість робітників скоротилася до 300 осіб, виробничі та складські площі здебільшого були здані в оренду. У 2014 році заводське обладнання почали розкомплектовувати на металобрухт.